# Ulomyia esfahanica
Ulomyia esfahanica är en tvåvingeart som beskrevs av Jezek 1990. Ulomyia esfahanica ingår i släktet Ulomyia och familjen fjärilsmyggor.
Artens utbredningsområde är Iran. Inga underarter finns listade i Catalogue of Life.